# Prendre l'air
Prendre l'air är det tredje studioalbumet av den franska sångaren Shy'm. Det gavs ut den 11 juni 2010 och innehåller 12 låtar.

## Låtlista
| Nr  | Titel                     | Längd |
| --- | ------------------------- | ----- |
| 1.  | Je sais                   | 2:37  |
| 2.  | Prendre l'air             | 3:33  |
| 3.  | Je suis moi               | 3:21  |
| 4.  | Tourne                    | 3:22  |
| 5.  | Ne pars pas               | 3:47  |
| 6.  | J'entends encore les mots | 3:33  |
| 7.  | En apesanteur             | 3:50  |
| 8.  | Mauvaises nouvelles       | 3:47  |
| 9.  | Déjà vu                   | 3:04  |
| 10. | Elle danse                | 3:46  |
| 11. | Loin derrière             | 3:30  |
| 12. | Petit Tom                 | 3:57  |

## Listplaceringar
| Lista               | Topplacering |
| ------------------- | ------------ |
| Belgien (Vallonien) | 29           |
| Frankrike           | 6            |
| Schweiz             | 78           |